# Șoimuș (okręg Alba)
Șoimuș (węg. Magyarsolymos) – wieś w Rumunii, w okręgu Alba, w gminie Rădești. W 2011 roku liczyła 49 mieszkańców.